# Campionato europeo di baseball 1958
Il campionato europeo di baseball 1958 è stato la quinta edizione del campionato continentale. Si svolse ad Amsterdam, nei Paesi Bassi, fra il 5 e il 12 giugno 1958, e fu vinto dalla squadra di casa, alla sua terza affermazione consecutiva in ambito europeo.

## Squadre partecipanti
- Belgio
- Francia
- Germania Ovest

- Italia
- Paesi Bassi
- Spagna

## Risultati
|    | Team           | V - P | Pf - Ps | %     |
| -- | -------------- | ----- | ------- | ----- |
| 1. | Paesi Bassi    | 3 - 0 | 15 - 10 | 1.000 |
| 2. | Italia         | 4 - 2 | 38 - 19 | 0.667 |
| 3. | Germania Ovest | 1 - 2 | 10 - 10 | 0.333 |
| 4. | Belgio         | 1 - 2 | 20 - 13 | 0.333 |
| 5. | Spagna         | 1 - 2 | 32 - 23 | 0.333 |
| 6. | Francia        | 0 - 2 | 6 - 46  | 0.000 |

| Amsterdam giugno 1958 | Belgio | 1 – 3 | Italia |  |

| Amsterdam giugno 1958 | Francia | 4 – 29 | Spagna |  |

| Amsterdam giugno 1958 | Spagna | 0 – 5 | Germania Ovest |  |

| Amsterdam giugno 1958 | Italia | 5 – 6 | Paesi Bassi |  |

| Amsterdam giugno 1958 | Belgio | 17 – 2 | Francia |  |

| Amsterdam giugno 1958 | Spagna | 3 – 14 | Italia |  |

| Amsterdam giugno 1958 | Paesi Bassi | 4 – 3 | Germania Ovest |  |

| Amsterdam giugno 1958 | Italia | 8 – 2 | Belgio |  |

| Amsterdam giugno 1958 | Germania Ovest | 2 – 6 | Italia |  |

| Amsterdam giugno 1958 | Paesi Bassi | 5 – 2 | Italia |  |

## Classifica finale
| Campione d'Europa | Campione d'Europa | Campione d'Europa |
| ----------------- | ----------------- | ----------------- |
| Paesi Bassi       |                   |                   |
| Argento           | Italia            |                   |
| Bronzo            | Germania Ovest    |                   |
| 4.                | Belgio            |                   |
| 5.                | Spagna            |                   |
| 6.                | Francia           |                   |